# ヤマショウビン
ヤマショウビン（山翡翠、学名Halcyon pileata）は、ブッポウソウ目カワセミ科に分類される鳥。鮮やかな体色のカワセミの仲間で、日本では数の少ない旅鳥として、渡りの時に記録される。

## 分布
中国東部や朝鮮半島で繁殖し、冬季は東南アジアへの渡りをおこない越冬する。またインドの沿岸部やスリランカには1年中生息している。
日本では主に長崎県対馬、島根県隠岐、石川県舳倉島など日本海側の島嶼に少数の個体が、春と秋に旅鳥として渡来する。南西諸島でも、よく観察されている。その他全国的に観察記録はある。観察されるのは4月から5月にかけての春の渡りの時が圧倒的に多く、秋の渡りの時に観察されることは稀である。
日本で営巣、産卵した記録も数例あるが、それらはすべてヒナが生まれる前で失敗に終わっており、いまだ日本で繁殖が成功した記録はない。

## 形態
体長は30cmほどで、ハトよりすこし小さい。くちばしと足は赤く、目は黒い。英名どおり頭が帽子をかぶったように黒く、首と胸は白い。腹はうすい黄褐色、翼の芯は黒く、翼のふちと背中は美しい紺色。からだの配色はアオショウビンとよく似ているが、からだがすこし大きく、頭部が黒く首が背中側まで白いところなどで区別する。

## 生態
ふつうは森林に生息するが、獲物を捕える時は河川や農耕地、海岸などに姿を見せる。日本では、川や湖沼の岸で観察されることが多い。繁殖地では番いで生活する。
食性は動物食で、カニ、カエル、トカゲ、ムカデなど様々な小動物を捕食する。
繁殖形態は卵生。がけに巣穴を掘り営巣するが、シロアリのアリ塚に巣穴を掘ったり、樹洞を利用した例もある。産卵期は5-6月、産卵数は4-6個である

## 保全状況評価
- VULNERABLE (IUCN Red List Ver. 3.1 (2001))
- （国内）数少ない旅鳥であるため、評価されていない。